# 레프러콘

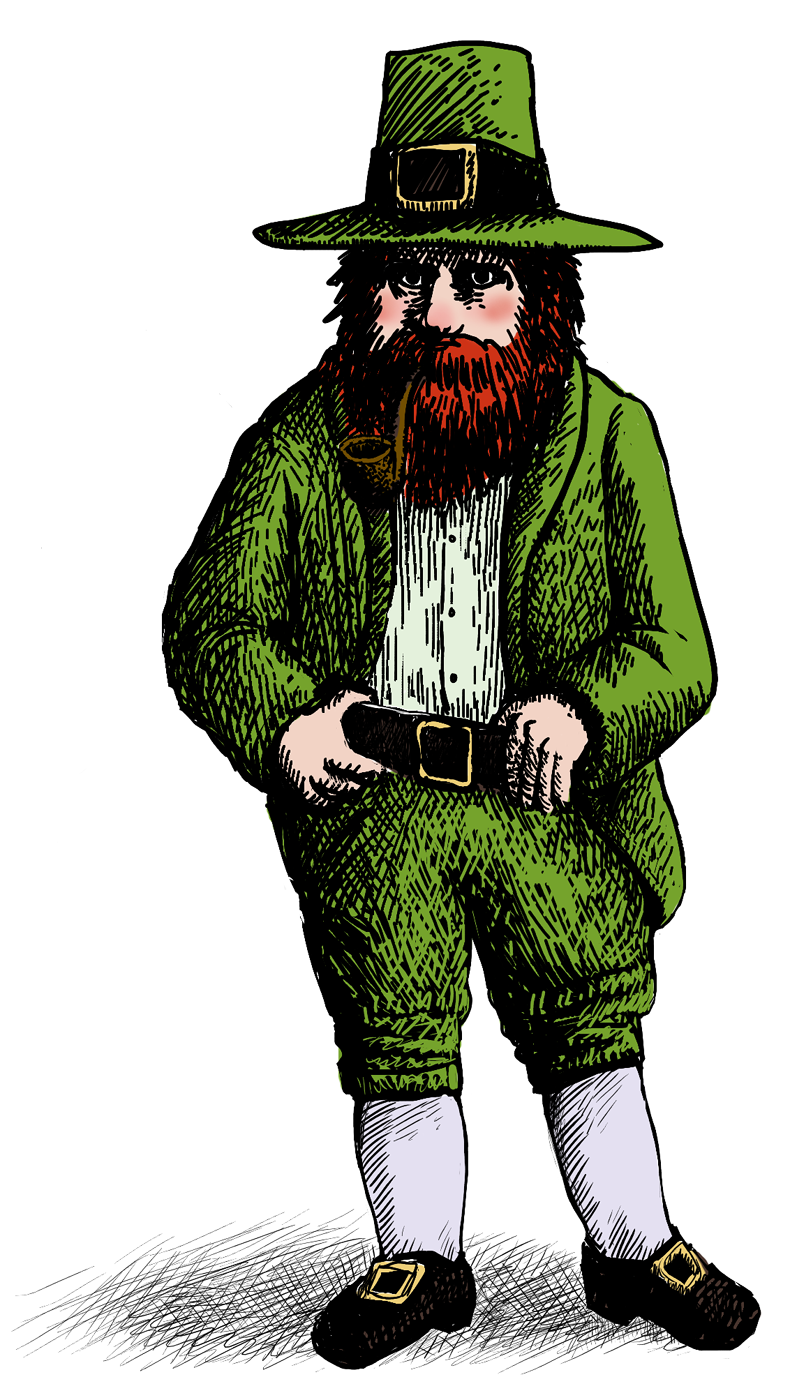

레프러콘(leprechaun)은 아일랜드인 신화의 초자연적 존재이다. 일부 사람들은 이 실체를 페어리의 일종으로 본다. 보통 수염이 조금 난, 코트와 모자를 착용한 남성으로 묘사된다. 나중에 무지개 끝 숨겨진 금항아리를 보유한 구두제조인으로 묘사된다.

## 용어
영국계 아일랜드 단어 레프러콘(leprechaun)은 구아일랜드어 luchorpán 또는 lupracán에서 기원하며 이는 luchrapán, lupraccán 등 중세 아일랜드어에서 기원한다.

## 같이 보기
- 아일랜드 신화